# Zatom Stary (Gran Polonia)
Zatom Stary [pronunciación en polaco: /ˈzatɔm ˈstaraɨ/] (en alemán: Alt Zattum) es un pueblo ubicado en el distrito administrativo de Gmina Międzychód, dentro del Distrito de Międzychód, Voivodato de Gran Polonia, en el oeste de Polonia central. Se encuentra aproximadamente a 7 kilómetros al noreste de Międzychód y a 70 kilómetros al oeste de la capital regional Poznań.
El pueblo tiene una población de 250 habitantes.